# Franklin (Míchigan)
Franklin es una villa ubicada en el condado de Oakland en el estado estadounidense de Míchigan. En el Censo de 2010 tenía una población de 3150 habitantes y una densidad poblacional de 457,23 personas por km².

## Geografía
Franklin se encuentra ubicada en las coordenadas 42°31′8″N 83°18′11″O / 42.51889, -83.30306. Según la Oficina del Censo de los Estados Unidos, Franklin tiene una superficie total de 6.89 km², de la cual 6.89 km² corresponden a tierra firme y (0%) 0 km² es agua.

## Demografía
Según el censo de 2010, había 3150 personas residiendo en Franklin. La densidad de población era de 457,23 hab./km². De los 3150 habitantes, Franklin estaba compuesto por el 86.19% blancos, el 6.63% eran afroamericanos, el 0.06% eran amerindios, el 4.83% eran asiáticos, el 0.1% eran isleños del Pacífico, el 0.54% eran de otras razas y el 1.65% pertenecían a dos o más razas. Del total de la población el 1.33% eran hispanos o latinos de cualquier raza.